# 3163 Randi
A 3163 Randi (ideiglenes jelöléssel 1981 QM) egy marsközeli kisbolygó. Charles T. Kowal fedezte fel 1981. augusztus 28-án.